# Kalínina (Volgograd)
|  | Per a altres significats, vegeu «Kalínina». |

Kalínina (en rus: Калинина) és un poble (un possiólok) de l'óblast de Volgograd, a Rússia, segons el cens del 2010 tenia 179 habitants. Pertany al districte municipal de Pal·làssovka.